# Азиатски линзанги
Азиатските линзанги (Prionodon) са род коткоподобни хищници от семейство Виверови, отделени в собствено подсемейство Prionodontinae. 
Родът включва два вида:
- Prionodon linsang – Ивичест линзанг
- Prionodon pardicolor – Петнист линзанг, хималайски линзанг

Наименованието линзанг идва от яванското linsang или wlinsang, което в някои речници погрешно се превежда като видра. Линзангите са нощни животни, които обикновено живеят самостоятелно и ловуват предимно по дърветата. Тяхна плячка стават катерици и други гризачи, малки птици, гущери и насекоми. Тялото им е силно издължено и нископоставено, с къси крака и дължина около 30 cm, като дългата им раирана опашка надхвърля два пъти дължината на тялото. Окраската им е белезникава с множество черни петна или ивици.
Азиатските линзанги се включваха в подсемейство Viverrinae, заедно с африканските линзанги (Poiana) и останалите типични Виверови. Скорошни изследвания обаче сочат морфологична прилика на тези хищници с котките, повече от всички останали виверови, и това е причина да се предполага, че споделят общ предшественик с котките. Затова и все повече учени подкрепят отделянето им в самостоятелно семейство.